# フィジー関係記事の一覧
フィジー関係記事の一覧（フィジーかんけいきじのいちらん）は、フィジーに関する記事の一覧。
- フィジーの人物についてはフィジー人の一覧を参照

## あ行
- 青い珊瑚礁 (1980年の映画) - フィジー・ヤサワ諸島で撮影された映画
- イギリス帝国
- 英連邦王国 - フィジーが加盟
- オセアニア
- オバラウ島
- オリンピックのフィジー選手団
  - 2016年リオデジャネイロオリンピックのフィジー選手団
  - 2012年ロンドンオリンピックのフィジー選手団

## か行
- 環太平洋火山帯 - フィジー諸島を含む火山帯
- カンダブ水路 - カンダブ島とビティレブ島の間の海峡
- カンダブ島
- キリバス語
- コロ海 - 内海
- コロ島 (フィジー)（英語版）
- コンウェイ暗礁プレート - フィジーの西に位置するプレート

## さ行
- サイクロン・ウィンストン（英語版） - 2016年2月にフィジーに大被害をもたらしたサイクロン
- サッカーフィジー代表
  - サッカーフィジー女子代表
- サブサブ - 都市
- シンガトカ - 都市
- シンガトカ砂丘群（英語版） - 世界遺産
- スル - フィジーなどメラネシア地域で着用されている民族衣装

## た行
- 太平洋諸島フォーラム - 南太平洋の諸国家等で構成される地域経済協力機構。フィジーのスバに本部がある
- タバルア島
- タブア - 都市
- タベウニ島
- デンゲイ（デゲイ、ンデゲイ） - フィジーの伝説で創造神とされている虹蛇

## な行
- ナウソリ - 都市
- ナウソリ国際空港
- ナギギア島
- ナシヌー - 都市
- ナショナル・フットボールリーグ (フィジー)
- ナディFC - サッカークラブ
- ナンディ - 都市
- ナンディ国際空港

## は行
- バ (フィジー) - 都市
- バウ島（英語版）
- バFC - サッカークラブ
- パシフィック・アイランダーズ - フィジー、サモア、トンガの選抜選手で構成されるラグビーチーム
- バスケットボール女子フィジー代表
- バツレレ島（英語版）（ヴァトゥレレ） - ビティレブ島の南約320kmに位置するサンゴ礁
- バトゥイラ海峡
- バヌアレブ島
- バルモーラル暗礁プレート - フィジーの北部に位置するプレート
- バレーボールフィジー男子代表
- ビティレブ島
- フィジー（フィジー共和国）
- フィジー (軽巡洋艦)
- フィジーイグアナ属 - フィジー諸島やトンガ諸島に生息するは虫類
- フィジーウォーター - フィジーで生産されているミネラルウォーター
- フィジー・エアウェイズ - 航空会社
- フィジー海軍艦艇一覧
- フィジークイナ - かつて生息していた鳥類
- フィジー語
  - 中央太平洋諸語（フィジー・ポリネシア諸語）
  - 西フィジー・ロツマ諸語（英語版）
  - 東フィジー諸語（英語版）
- フィジー航空 - 航空会社
- フィジーサッカー協会
- フィジー砂糖公社（英語版）
- フィジー準備銀行ビル - 首都スバにある高層建築物
- フィジー人（英語版）
- フィジー神話（英語版）
- フィジー第一党（フィジーファースト党） - 政党
- フィジー・ドル - 通貨
- フィジーに幸あれ - 国歌
- フィジーの映画
- フィジーの行政区画
- フィジーの空港の一覧
- フィジーの交通
- フィジーの国章
- フィジーの国歌 ⇒ フィジーに幸あれ
- フィジーの国旗
- フィジーの宗教（英語版）
- フィジーの首相
- フィジーの世界遺産
- フィジーの大統領
- フィジーの通貨 ⇒ フィジー・ドル
- フィジー・ヒンディー語 - フィジー語とヒンディー語の混合言語
- 北京オリンピックサッカーオセアニア予選 - フィジーで開催

## ま行
- ママヌザ諸島
- 南太平洋大学 - フィジーなどオセアニアの12の国家が共同で設置した公立大学
- ミネルバ共和国 - フィジー諸島の南にあるサンゴ礁「ミネルバ・リーフ」に建国が試みられたミクロネーション
- ミネルバ・リーフ（英語版） - フィジーが領有権を主張している、フィジー諸島の南方にあるサンゴ礁
- メラネシア

## や行
- ヤサワ諸島

## ら行
- ラウトカ - 都市
- ラウトカFC - サッカークラブ
- ラキラキ地区（英語版） - 地方自治体
- ランバサ（ラバサ） - 都市
- レブカ - 都市
- レブカの歴史的港町 - 世界遺産
- レワ川（英語版）
- ロツマ語
- ロツマ諸島（英語版）

## 記号・英数字

### 記号
- .fj - 国別コードトップレベルドメイン

### 数字
- 180度経線 - 180度経線が通る陸地はフィジー諸島のほかはロシアと南極大陸のみである
- 2014年フィジー議会総選挙（英語版）

### A-Z
- ICAO空港コードの一覧/N#フィジー
- ISO 3166-2:FJ - フィジーの行政区分コード
- U-23サッカーフィジー代表